# Адриано (дирижёр)
Адриано (итал. Adriano, собственно Адриано Бауман, нем. Adriano Baumann; род. 10 июля 1944, Фрибур) — швейцарский дирижёр и композитор.

## Биография
Начал получать высшее образование как архитектор, но затем отказался от этой карьеры ради любви к музыке. Отказался также от своей фамилии, чтобы не иметь ничего общего со своей семьёй. Учился на вокальном отделении Цюрихской консерватории, откуда, по собственным воспоминаниям, вынужден был уйти после ряда публичных выступлений (в том числе после лекции для соучеников о гомосексуальности Чайковского как причине необыкновенной выразительности его музыки). На протяжении 25 лет работал суфлёром в Цюрихском оперном театре. Освоил специальность дирижёра самоучкой, в том числе благодаря тесному неформальному общению с Эрнестом Ансерме и Йозефом Кайльбертом. В 1970-е гг. руководил небольшой театральной труппой, выступая в различных городах Швейцарии с постановками пьес Августа Стриндберга, Генрика Ибсена, Сэмюэла Беккета, Эжена Ионеско, а также своих собственных. Дебютом для Адриано как композитора стала миниопера на тексты анализов Зигмунда Фрейда, сочинённая и поставленная им для одного швейцарского театрального фестиваля в 1969 году; Адриано также исполнил в постановке главную партию (самого Фрейда). Одновременно он сочинял музыку и для спектаклей других швейцарских театров.
В 1977 г. Адриано основал собственный лейбл звукозаписи Adriano Records, на котором в последующее десятилетие выпустил несколько редких записей — в том числе первую в мире запись фортепианного квинтета Иоахима Раффа, перевыпуски старых записей Франца Шрекера (как дирижёра) и Отторино Респиги (как пианиста-аккомпаниатора) и др.
В фокус более широкого внимания музыкальной общественности деятельность Адриано впервые попала в 1979 году, когда в ознаменование столетия Отторино Респиги Адриано подготовил масштабную выставку в рамках Люцернского музыкального фестиваля и опубликовал дискографию Респиги. Эта работа Адриано в значительной мере основывалась на сотрудничестве с вдовой Респиги, серию бесед с которой он записал. Затем получили некоторую известность разыскания Адриано в области ранней музыки для кинематографа, в том числе написанной известными композиторами.
В 1987 г. со сделанного менеджерами фирмы Naxos предложения записать в качестве дирижёра несколько малоизвестных саундтреков Артюра Онеггера началась звукозаписывающая активность Адриано. В особой серии для киномузыки Адриано записал за 15 лет 15 дисков с произведениями Онеггера, Жоржа Орика, Артура Блисса, Франца Ваксмана, Жака Ибера, Бернарда Херрмана, Эрика Нордгрена, Дмитрия Шостаковича (музыка к фильмам «Падение Берлина» и «Незабываемый 1919-й») и Арама Хачатуряна. Для других серий и лейблов им были записаны ещё 25 дисков, в том числе шесть дисков Респиги, два диска Ибера и произведения целого ряда других редких композиторов, среди которых, в частности, Эрнест Фанелли, Пьер Морис, Герман Зутер, Эмиль Жак-Далькроз, Сильвио Ладзари, Фриц Брун, Джордж Темплтон Стронг. Все эти записи были осуществлены с тремя оркестрами: Московским симфоническим оркестром, Братиславским симфоническим оркестром и Симфоническим оркестром Словацкого радио.
Помимо 19 дисков с Московским симфоническим оркестром Адриано связан с Россией ещё и мастер-классами по вокалу, которые он время от времени даёт в Российской академии музыки имени Гнесиных. По признанию Адриано, среди мастеров, чей пример вдохновляет его в дирижёрской работе, важное место занимает Николай Голованов.